# Första Marockokrisen
Första Marockokrisen, även kallat Tangerkrisen var en stormaktskonflikt mellan 1905 och 1906 om Marockos framtida statsrättsliga status som inbegrep Frankrike och Tyskland.

## Historia

### Bakgrund
Den första marockokrisen skedde mot bakgrund av den rivalitet mellan de europeiska kolonialmakterna som präglade 1800-talets andra hälft och början av 1900-talet. Redan 1880 hölls en konferens i Madrid om Marockos framtid och några år senare hölls Berlinkonferensen, där flera av de europeiska kejsardömena delade upp Afrika mellan sig. Konferenserna gav legitimitet till kejsardömenas strävanden att kontrollera olika geografiska områden i imperiernas periferier, något som också kom att prägla de internationella relationerna till Marocko. I juni 1900 kom Frankrike och Spanien överens om att samarbeta om kontrollen över olika afrikanska områden, något som 1902 ledde till ett misslyckat försök av staterna att dela upp Marocko mellan sig. Först efter att Storbritannien och Frankrike 1904 undertecknat sin överenskommelse entente cordiale, kunde hemliga förhandlingar återupptas mellan Frankrike och Spanien om Marockos framtid.

### Krisen
Den 3 oktober 1904 kom Frankrike och Spanien överens om hur Marocko skulle delas upp mellan länderna. Storbritannien gav Frankrike fria tyglar i Marocko, och fick i sin tur möjlighet att agera som man ville i Egypten. Tyskland och kejsare Vilhelm II motsatte sig de andra imperiernas agerande i Marocko till förmån för en mer öppen utrikespolitik i området. Den 31 mars 1905 besökte kejsare Vilhelm Tanger med sin jakt och förklarade sitt stöd för Marockos självständighet och integritet.
Affären väckte bestörtning, och den franske utrikesministern Théophile Delcassé ville driva en hård linje mot Tyskland, men eftersom regeringen inte ville ha krig och armén inte var beredd blev Delcassé tvungen att avgå. Vilhelm II betraktade detta som en seger. Stormakterna beslöt att försöka bilägga tvisten genom en konferens. 
Under Algeciraskonferensen 1906 om den marockanska frågan fick Tyskland bara stöd av Österrike, "Tysklands enda vän", och eftersom varken kejsare Vilhelm II eller Bernhard von Bülow ville ha krig nu, led Tyskland ett diplomatiskt nederlag. Visserligen fastslogs "den öppna dörrens politik" för alla nationer i Marocko, men detta minskade inte fransmännens inflytande. Ententen hade verkat för Frankrikes fördel. Tyskland isolerades.